# Enfers grecs
Pour les articles homonymes, voir Enfer (homonymie) et Hadès (homonymie).
 (mai 2018).
Si vous disposez d'ouvrages ou d'articles de référence ou si vous connaissez des sites web de qualité traitant du thème abordé ici, merci de compléter l'article en donnant les références utiles à sa vérifiabilité et en les liant à la section « Notes et références ».

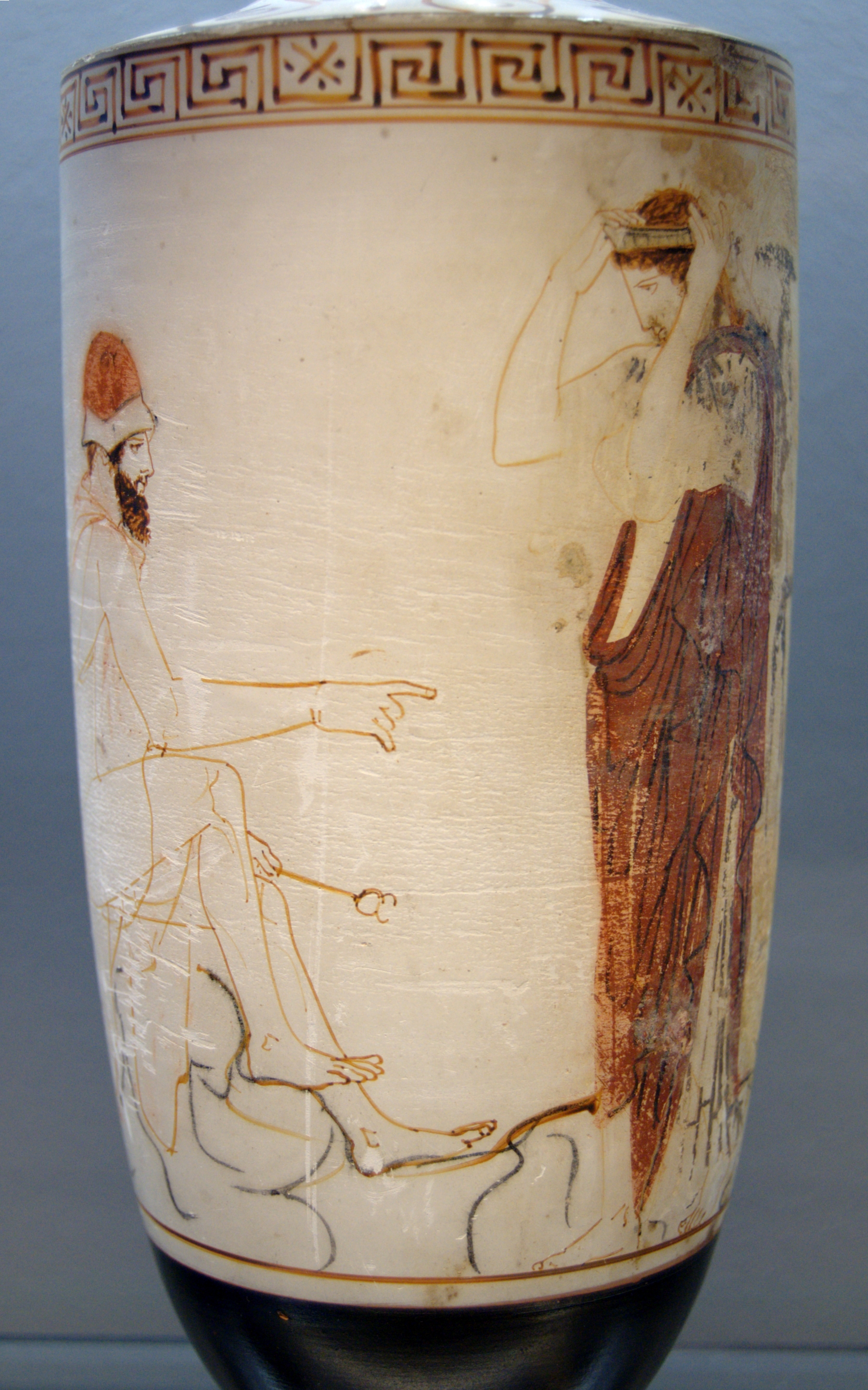
Le dieu Hermès représenté dans sa fonction de psychopompe : assis sur un rocher, le dieu s’apprête à conduire une âme défunte dans les Enfers.
Lécythe attique à fond blanc, vers -450; Staatliche Antikensammlungen (Inv. 2797) Munich.

Dans la mythologie grecque, les Enfers (au pluriel) est le nom du royaume des morts. C’est un lieu souterrain où règne le dieu Hadès — raison pour laquelle on parle souvent de « royaume d’Hadès » ou de l’Hadès tout court — ainsi que son épouse, la déesse Perséphone.
Séjour de tous les morts, les Enfers de la mythologie grecque ne sont pas semblables à l’Enfer du christianisme. Les Romains nommaient les Enfers « Inferni » (« les dessous ») en latin.

## Description

### Présentation
Le royaume d’Hadès est l’endroit où toutes les âmes vont pour être jugées après la mort. Elles y sont retenues comme des ombres sans force ni sentiment, mais qui peuvent reprendre vie quand on les évoque, en général   par une libation de sang à même le sol.
Les Enfers sont gardés par un chien à trois têtes, Cerbère.
Les modalités du devenir des « âmes » après la mort évoluent avec l’orphisme et Platon.
Plusieurs types de séjours des morts sont distingués, en relation avec un jugement post-mortem, fondé sur les qualités et les défauts de chacun, devant un tribunal présidé par Minos, Éaque et Rhadamanthe ; les séjours des morts peuvent être :
- les Champs Élysées ;
- le pré de l’Asphodèle, l'endroit commun des défunts où les esprits mènent une existence sans substance ;
- les Champs du châtiment, où sont châtiées les âmes fautives ;
- le Tartare.

Hypnos (le Sommeil) et Thanatos (la Mort), son frère jumeau, séjournent dans le monde souterrain d'où les rêves montent vers les mortels. Ces rêves passent par deux portes, l'une faite de corne pour les songes véridiques, l'autre d'ivoire pour les songes mensongers.

### L’Érèbe
L'Érèbe est la région la plus proche de la surface. C’est ici que les âmes des dormeurs vont pendant leur sommeil. On y trouve trois palais : le palais de la Nuit, le palais des Songes et le palais du Sommeil. C’est aussi ici qu’habitent Cerbère, Thanatos, les Érinyes et les Moires.
L'Érèbe est toujours noyé dans un brouillard noir.

### Les Champs Élysées
Dans une première conception, Homère et Hésiode pensaient que cet endroit, appelé « îles des Bienheureux », était situé dans le lointain Ouest au-delà des flots de l'Océan. Certains héros en faveur auprès des dieux y étaient envoyés par eux au lieu de mourir. Ils y jouissaient d'une plaisante nouvelle vie. Là-bas, c'était le printemps éternel, avec beaucoup de fleurs, de végétation et d'oiseaux. Cette région était également traversée par un fleuve appelé le Léthé.
Dans la mythologie postérieure, dès Platon (République, X), les Champs Élysées sont représentés comme une partie des Enfers gouvernée par Rhadamanthe ; c'était le lieu où les âmes vertueuses séjournent temporairement avant d'être réincarnées. Au bord des Champs Élysées, se trouve le palais d'Hadès et Perséphone.

### Le Tartare
Homère connaît aussi le Tartare, endroit le plus profond et le plus sombre des Enfers, où quelques criminels mythiques célèbres reçoivent leur punition, tels Ixion, Sisyphe, Tantale, les Danaïdes, etc. C’est aussi la prison des dieux déchus comme les Titans et des Géants, et tous les anciens dieux qui s’étaient opposés aux Olympiens.
Il s’agit du lieu où l’on expie ses fautes, où toutes les formes de torture physique ou psychologique sont représentées. À l’intérieur de sa triple enceinte d’airain, il renferme les plus grands criminels. C’est une région aride, sans vie et monotone avec des étangs glacés, des lacs de soufre ou de poix bouillante, où baignent les âmes malfaisantes. L’endroit est entouré de fleuves aux eaux boueuses, de marécages à l’odeur nauséabonde, qui forment un rempart pour que nulle âme n’échappe à sa peine.
La distance du Tartare jusqu’à la surface est égale à celle qui sépare les cieux de la surface. Il soutient en outre les fondements des terres et des mers.

## Les fleuves infernaux
Les Enfers sont séparés du royaume des vivants par un ou plusieurs fleuves selon les traditions, souvent le Styx, parfois aussi l’Achéron.
Pourvu que les morts aient été enterrés selon les règles (seuls ceux qui ont été mis dans une tombe ont le droit de passer sur l'autre rive), Charon, le passeur, leur fait traverser le fleuve dans sa barque, moyennant une obole symbolique (cela explique la coutume mortuaire qui voulait que l’on glisse une pièce dans la bouche des morts). Trois autres fleuves coulent dans les Enfers : le Phlégéthon, le Cocyte et le Léthé.

### Le Styx
Le Styx est le fleuve le plus connu des Enfers ; il donne l’invulnérabilité à qui est trempé dans ses eaux.
Styx était une nymphe (Océanide), fille de Téthys et d’Océan. Pallas, fils de Crios, en tomba amoureux. Elle lui donna pour enfants Zélos (le Zèle), Kratos (la Puissance), Bia (la Force) et Niké (la Victoire).
À l’époque où Zeus dut affronter les Titans, c’est elle qui, la première, répondit à son appel et accourut avec sa puissante famille. Pour la récompenser, le maître de l’Olympe en fit le lien sacré des promesses des dieux : les peines les plus importantes étaient infligées aux personnes qui violaient les serments faits en son nom, et quand Zeus lui-même jure par elle, sa décision est irrévocable. Cette nymphe était par ailleurs la patronne d’une fontaine d’Arcadie considérée comme une des entrées des Enfers.
La légende veut qu’Achille, héros mythique de la guerre de Troie, ait été trempé à sa naissance dans le fleuve par sa mère Thétis. Ceci l’aurait alors rendu invincible, sauf au niveau du talon, avec lequel sa mère le tint quand elle le trempa dans l’eau. Le Styx est aussi le fleuve de la haine.

### L'Achéron
Achéron était fils du Soleil et de la Terre. Il fut changé en fleuve par punition, car il avait fourni de l’eau aux Titans durant la guerre qui opposa ces derniers aux Olympiens. Il prend sa source en Laconie et disparaît dans les environs du cap Ténare, réputé pour être l’une des entrées infernales. On devait le traverser, sur la barque de Charon, afin d’accéder aux Enfers, et après être passé sur l’autre rive, le retour n’était plus possible (seuls quelques héros en revinrent).
Il est représenté sous la forme d’un vieillard portant un vêtement trempé dont l’un des attributs est le hibou. L’Achéron, profond et noir fleuve de la douleur, dont les eaux coulent en partie à la surface, empoisonne les mortels qui voudraient boire son eau.

### Le Cocyte
Le Cocyte est un affluent de l'Achéron. C'est sur ses rives que doivent attendre les âmes privées de sépulture avant de comparaître devant les juges qui statueront sur leur sort définitif.
C'est un fleuve impétueux qui entoure le Tartare de ses eaux, et on dit que son cours est formé par les abondantes larmes versées par les âmes mauvaises en repentir. Non loin de ce fleuve, on trouve la Porte des Enfers, faite d'airain et maintenue en place par des gonds du même métal.

### Le Phlégéthon
Le Phlégéthon, tout comme le Cocyte, est un des affluents de l’Achéron. Ce fleuve, auquel on attribue les qualités les plus nuisibles, est constitué de flammes et entoure la « prison des Mauvais ». Il est assez long et coule dans le sens inverse de celui du Cocyte.

### Le Léthé
Les âmes des justes, quand elles quittaient les Champs Élysées pour se réincarner, devaient boire les eaux du Léthé qui avaient la faculté d’effacer presque entièrement la mémoire de celui qui s’en abreuvait. Elles pouvaient alors repartir à la surface et intégrer un nouveau corps pour recommencer une vie humaine en principe vierge de tout souvenir. Le Léthé est donc aussi appelé « Fleuve de l’Oubli ». Le fleuve pratiquait donc la réincarnation par l'oubli.

## Les divinités et créatures ayant trait aux Enfers

### Hadès
Hadès est une divinité chthonienne, frère aîné de Zeus et de Poséidon. Comme Zeus gouverne le Ciel et Poséidon la Mer, Hadès règne sous la terre et pour cette raison il est souvent considéré comme le « maître des Enfers ». Il est marié à Perséphone.

### Perséphone
Perséphone est une des principales divinités chthoniennes, fille de Zeus et de Déméter et aussi épouse d'Hadès. Elle est d'abord connue sous le simple nom de Coré, ou encore « la fille », par opposition à Déméter, « la mère ».
Déesse du monde souterrain (les Enfers), elle est également associée au retour de la végétation lors du printemps dans la mesure où chaque année, elle revient six mois sur Terre puis six mois dans le royaume souterrain avec Hadès, notamment dans les mystères d'Éleusis. Elle est assimilée à Proserpine dans la mythologie romaine et possède comme domaine les fameux Champs Élysées.

### Hécate
Hécate est une déesse de la Nouvelle Lune et de la sorcellerie.
Fille du Titan Persès (ou bien de son homonyme, Persès fils d'Hélios selon les traditions) et de la Titanide Astéria (« la nuit étoilée »), elle est originaire de Thrace. On considère parfois qu'elle est la fille de Tartare. Certains auteurs en font la mère de Scylla, qu'elle aurait eue avec Phorcys ou bien Apollon.

### Les Érinyes / Érinnyes
Les Érinyes ou Érinnyes, ou parfois « déesses infernales » sont des divinités persécutrices.
Selon Eschyle, elles sont transformées en σεμναὶ / semnaì, « vénérables », après l'acquittement d'Oreste, à l'occasion duquel Athéna aurait obtenu qu'elles devinssent des divinités protectrices d'Athènes comme gardiennes de la justice. Euripide les a identifiées avec les Euménides (« les Bienveillantes »). Elles correspondent aux Furies chez les Romains

### Hermès
Alors qu'Hermès ne réside pas principalement aux Enfers et n'est généralement pas associé à ce lieu, c'est parfois lui qui conduit l'âme des morts aux Enfers, dans sa fonction de psychopompe.

### Les juges des Enfers

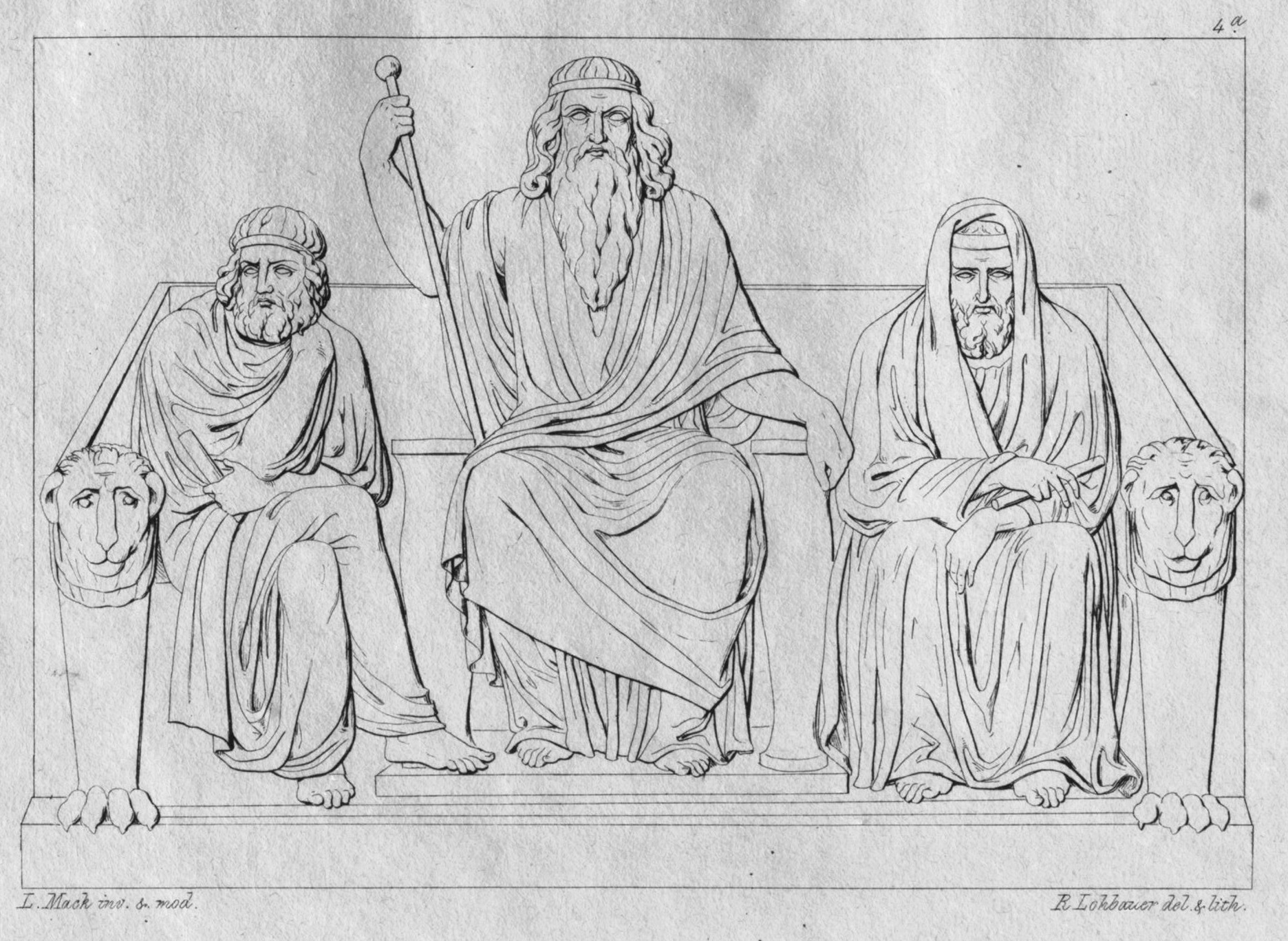
Minos, Éaque et Rhadamanthe. Lithographie de 1829 de Ludwig Mack.

Minos, Rhadamanthe et Éaque sont, après leur mort, les trois juges des Enfers.

### Charon
Fils d'Érèbe (l'Obscurité) et de Nyx (la Nuit), Charon est le nocher (le pilote de la barque) des Enfers dans la mythologie grecque. Sur les marais de l'Achéron, il faisait traverser le Styx, contre une obole, aux âmes des morts ayant reçu une sépulture.

### Cerbère
Cerbère est un chien généralement à trois têtes, qui en possédait cinquante d'après Hésiode et cent selon Horace. Il était enchaîné à l’entrée des Enfers et terrifiait les morts qui devaient, pour l’apaiser, placer un gâteau au miel sur leur tombe. En outre, il terrorisait également les vivants souhaitant accéder aux Enfers.
Cerbère est le fils d'Echidna et de Typhon. Quand Eurysthée met Héracles à l'épreuve dans ses douze travaux, l'un d'eux est d'enchaîner Cerbère. Héraclès réussit à l’attraper et va le montrer à Eurysthée, qui ordonne ensuite de le ramener aux Enfers. Mais sa bave répandue sur le sol donne naissance à l'aconit, une plante toxique utilisée pour empoisonner la pointe des flèches.
Cerbère a donné naissance à l'expression « être un Cerbère », qui qualifie un gardien hargneux et rigide.

### Thanatos
Dans la mythologie grecque, Thanatos est la personnification de la Mort. Il est une figure mineure de la mythologie grecque, à laquelle on fait souvent référence mais qui apparaît rarement comme individu.

### Mélinoé
Mélinoé est une divinité mineure de l'orphisme. Selon l’Hymne orphique qui lui est consacré, elle est issue d'un inceste entre Zeus et sa fille devenue sa nièce Perséphone.

### Nyx
Nyx fait partie des dieux primordiaux (originels) : Gaïa, Chaos, Ouranos... Elle représente la nuit.

### Tartare
Abîme profond utilisé comme lieu des tourments et souffrances infligés aux méchants et comme prison des Titans, le Tartare est également considéré comme une divinité primordiale.

### Achlys
Achlys est la personnification de la misère et de la tristesse, parfois représentée comme une fille de Nyx, parfois comme un être ancien encore plus âgé que le Chaos lui-même.

### Styx
Styx est la déesse du fleuve du même nom. On sait peu de choses d'elle, mais elle est une alliée de Zeus et vit dans le monde souterrain.

### Eurynomos
Eurynomos est l'un des daimôns des Enfers, qui mange la chair des cadavres, ne laissant que leurs os.

## Situation géographique par rapport à la surface

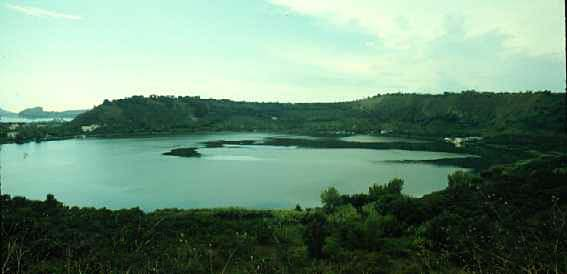
Le lac Averne, dans les champs Phlégréens, était pour les Anciens l'une des entrées vers les Enfers.

### Position sur Terre
Les Enfers sont traditionnellement situés à une extrême profondeur sous la Grèce et l’Italie. Ils sont limités par le Royaume de la Nuit. Mais les Grecs avaient tendance à le localiser à l'Ouest du monde. On concilia alors les deux idées en supposant que l'entrée se trouvait dans une localité à l'Ouest. Dans l’Iliade d'Homère, cette localité est à l'extrême occident, au-delà du fleuve Océan.
Pendant l’Antiquité, Grecs et Romains s’accordaient sur le fait que toute anfractuosité ou caverne insondable devait mener aux Enfers (grottes de Cumes en Italie, cap Ténare au sud du Péloponnèse…). On pouvait accéder aux Enfers depuis le monde des vivants par plusieurs chemins ; des entrées se trouvent auprès de l’Averne, du Ténare et au pays des Cimmériens.

### L'entrée des Enfers
À l’entrée des Enfers se tient Cerbère, le chien de garde à trois têtes qui empêche tout mort d’en ressortir ; seuls Héraclès, Psyché, Thésée, Orphée et Énée ont réussi à sortir des Enfers et à revenir parmi les vivants (voir l’article catabase). Ulysse quant à lui s’en approche dans l’épisode de la Nekuia conté au chant XI de l’Odyssée.
Par ailleurs, Télémaque, fils d'Ulysse et héros des Aventures de Télémaque de Fénelon, se rend également aux Enfers afin d'y rechercher son père, et en ressort sain et sauf.

## Attitudes gréco-romaines
Les anciens croyaient que l'âme des défunts partait pour l'au-delà dans un autre monde. Pour eux, la mort n'était pas la fin complète de l'existence humaine. Cependant l'âme y survivait sans aucune finalité.
Dans les Enfers grecs, les âmes des morts existaient toujours, mais elles étaient insignifiantes et flottaient dans les Enfers sans aucun but.

## Mythes et histoires

### Orphée aux Enfers
Orphée est l'un des rares mortels à s'être rendu dans les Enfers où règnent Hadès et Perséphone.  Il y descend en creusant une nouvelle entrée des Enfers avec sa lyre, après que son épouse Eurydice s'est fait mordre par un serpent alors qu'elle courait dans un champ, ce qui la tua sur le coup. Arrivé aux Enfers, Orphée demande au couple des Enfers s'il peut ramener Eurydice chez lui. Le couple répond oui, mais à une seule condition qu'il ne la regarde qu'à la sortie des Enfers, pas avant.
Orphée suit leur condition mais, vers la fin, il finit par se retourner pour admirer sa femme, et la perd à jamais.